# 별일 아니다
"별일아니다"는 2014년에 개봉한 대한민국의 영화이다.

## 캐스팅
- 김상석 : 상석 역
- 김은주 : 미소 역
- 김태희 : 정태 역
- 백재호 : 형재 역
- 카이노 유니 : 미오 역
- 임영진 : 정우 역
- 정임순 : 혜진 역
- 한진선 : 관객 역
- 정다혜 : 정연 역 (우정출연)